# Škotsko visočje
Škotsko visočje (škotski gaelski: A' Ghàidhealtachd, škotski: Hielans, engleski: Scottish Highlands) je planinski prostor u sjevernom dijelu Škotske. U tom dijelu planine prelaze visine od 1000., a najviši vrh je Ben Nevis, ujedno najviša planina Velike Britanije s 1343 metra. Planine su pretežito ogoljene i vrlo su slabi uvjeti za proizvodnju hrane pa su rijetko naseljene. Stanovnici visočja se nazivaju gorštacima (engleski: Highlanders) 
Prije 19. stoljeća su imale puno veći broj stanovnika. No, s kombinacijom mnogih čimbenika taj se broj smanjio. Tomu su pridonijeli ukidanje klanovske podjele, stavljanje van zakona tradicionalnog načina života gorštaka, masovno iseljavanje u gradska područja za vrijeme industrijske revolucije. Također su tu igrale ulogu i politička previranja kao Drugi Jakobitski ustanak i nasilno razmještanje stanovništva (tzv. Raščišćavanje visočja )
Vijeće Škotskog visočja je upravno tijelo za većinu škotskog visočja sa sjedištem u gradu Inverness.